# Raavan
Pour plus de détails, voir Fiche technique et Distribution.
Raavan (hindi : रावण) est un film indien, réalisé par Mani Ratnam, sorti le 18 juin 2010 en Inde. Les rôles principaux sont par Vikram, Aishwarya Rai Bachchan et Abhishek Bachchan. Il existe une version en tamoul, Raavanan, est réalisée simultanément avec une distribution légèrement différente.
Le scénario s'inspire librement de l'épopée mythologique du Ramayana.

## Synopsis
Le policier Dev Pratap Sharma, accompagné de son épouse Ragini, prend ses fonctions dans une région reculée. Il s'y emploie activement à mettre fin à la domination du fruste Beera, criminel et sorte de Robin des Bois qui régente la contrée. Pour venger l'outrage fait à sa sœur par des policiers, Beera enlève Ragini. Dev, aidé par Sanjeevani, se lance alors dans une chasse sans merci pour retrouver son épouse et anéantir son ravisseur qui s'est réfugié dans la jungle. 

## Fiche technique
Sauf mention contraire, cette fiche technique est établie à partir d'IMDb.
- Titre original: Raavan
- Titre original en hindi : रावण
- Réalisation : Mani Ratnam
- Scénario : Mani Ratnam et Rensil D'Silva
- Direction artistique : Samir Chanda
- Paroles : Gulzar
- Costumes : Sabyasachi Mukherjee
- Son : Tappas Nayak, C. Sethu
- Photographie : Manikandan, Santosh Sivan
- Montage : Sreekar Prasad
- Musique : A.R. Rahman
- Production : Mani Ratnam, Shaad Ali
- Sociétés de production [2] : Madras Talkies, Reliance Big Pictures
- Sociétés de distribution :  Icon Film Distribution (Australie), NDTV Imagine (Inde), Reliance Big Pictures
- Pays d'origine :  Inde
- Langue : Hindi
- Format[3] : Couleurs - 2,35:1 - DTS / Dolby Digital / SDDS - 35 mm
- Genre : Action, aventure, drame, policier, romance, thriller
- Durée : 130 minutes (2 h 10)
- Dates de sorties en salles [4] :

 Inde : 18 juin 2010
 États-Unis : 18 juin 2010
 Irlande : 18 juin 2010
 Singapour : 18 juin 2010

## Distribution
- Vikram : Dev pratap sharma[5]
- Aishwarya Rai : Ragini Sharma[6]
- Abhishek Bachchan : Beera munda[7]
- Govinda : Sanjeevani Kumar
- Nikhil Dwivedi : DSP Hemant Pratap
- Ravi Kissen : Mangal
- Priyamani : Jamuni
- Ajay Gehi : Hariya
- Ganesh Acharya : apparition spéciale
- Tejaswini Kolhapure : Dulari
- Pankaj Tripathi : Gulabiya
- Faisal Rashid : Guddu
- Manoj Mishra : Ranjit
- Mangal Kenkre : mère de Jamuniya

## Musique

### Bande originale
Albums de A.R. Rahman
Ye Maaya Chesave
(2010) Puli
(2010)
La bande originale du film sont composées par A.R. Rahman. Elle contient 6 chansons. Les paroles furent écrites par Gulzar. Elle est sortie le 24 avril 2010 sous le label T-Series.
| 1.    | Beera Beera   | Vijay Prakash, Mustafa Kutoane           | 3:15 |
| 2.    | Behene De     | Karthik                                  | 6:04 |
| 3.    | Thok De Killi | Sukhwinder Singh, Am'nico                | 4:58 |
| 4.    | Ranjha Ranjha | Rekha Bhardwaj, Javed Ali                | 5:54 |
| 5.    | Khilli Re     | Reena Bhardwaj                           | 4:11 |
| 6.    | Kata Kata     | Ila Arun, Sapna Awasthi, Kunal Ganjawala | 5:11 |
| 29:36 |               |                                          |      |

## Distinctions[8]

### Récompenses et nominations
| Date | Distinction                                       | Catégorie                              | Nom                           | Résultat   |
| ---- | ------------------------------------------------- | -------------------------------------- | ----------------------------- | ---------- |
| 2011 | Apsara Awards 2011                                | Meilleure photographie                 | Santosh Sivan, V Manikanandan | Lauréat    |
| 2011 | Apsara Awards 2011                                | Meilleur son                           | Tapas Nayak                   | Lauréat    |
| 2011 | Apsara Awards 2011                                | Prix Boroplus Puraskar Anandalok       | Raavan                        | Lauréat    |
| 2011 | Apsara Awards 2011                                | Meilleur acteur                        | Vikram                        | Lauréat    |
| 2011 | Apsara Awards 2011                                | Meilleure actrice dans un second rôle  | Priyamani                     | Nomination |
| 2011 | Apsara Awards 2011                                | Meilleur montage                       | Sreekar Prasad                | Nomination |
| 2011 | Apsara Awards 2011                                | Meilleure direction artistique         | Samir Chanda                  | Nomination |
| 2011 | Apsara Awards 2011                                | Meilleurs costumes                     | Sabyasachi Mukherjee          | Nomination |
| 2011 | Star Screen Awards 2011                           | Meilleur acteur dans un second rôle    | Abhishek Bachchan             | Nomination |
| 2011 | Star Screen Awards 2011                           | Meilleure musique                      | A.R. Rahman                   | Nomination |
| 2011 | Star Screen Awards 2011                           | Meilleure direction de la photographie | Santosh Sivan, V Manikanandan | Nomination |
| 2011 | The Global Indian Film And Television Honors 2011 | Meilleur acteur dans un rôle negatif   | Abhishek Bachchan             | Nomination |
| 2011 | The Global Indian Film And Television Honors 2011 | Meilleur espoir féminin                | Priyamani                     | Nomination |
| 2011 | Zee Cine Awards 2011                              | Meilleur acteur dans un rôle négatif   | Abhishek Bachchan             | Nomination |